# Пребъл (окръг, Охайо)
Окръг Пребъл (на английски: Preble County) е окръг в щата Охайо, Съединени американски щати. Площта му е 1103 km², а населението - 42 337 души (2000). Административен център е град Ийтън.